# Valerija
Valerija o también Švestka Valerija es una variedad cultivar de ciruelo (Prunus domestica), de las denominadas ciruelas europeas.
Una variedad de ciruela que se creó en 1970 en el "Instituto de Fruticultura de Čačak", en Yugoslavia (hoy Serbia).
Las frutas tienen un tamaño de grande a muy grande de forma redondeada, con la piel color azul oscuro recubierta de pruina, espesa, plateada, y pulpa color verdoso, textura firme, jugo medio alto, y sabor subácido, agradable y refrescante.

## Sinonimia
- "Čačanská Valerija",
- "Švestka Valerija".

## Historia
'Valerija' variedad de ciruela que se creó en 1970 en el "Instituto de Fruticultura de Čačak", Yugoslavia (hoy Serbia), mediante el cruce de 'Hall' como "Parental Madre" x el polen de 'Ruth Gerstetter' como "Parental Padre". Fue creada por el equipo formado por el Dr. Dobrivoje Ogašanović, Vojin Bugarčić, BSc. en agricultura, la Dra. Ljubica Janda, Dra. Milojko Rankovic y el Dr. Staniša A. Paunović.
Evaluado como híbrido XXXVIII/50/70. Se lo nombró y entró en circuitos comerciales en 1986. La variedad se utiliza ampliamente en la fruticultura comercial.

'Valerija' Se usa comercialmente porque tiene un buen rendimiento y los frutos son fáciles de transportar, también es tolerante a la sharka (una infestación viral que conduce a la muerte de toda la planta).

## Características
'Valerija' árbol de vigor medio con copa piramidal redondeada, moderadamente densa. Las ramas estructurales son fuertes y con amplios ángulos. Las ramas abundan en madera fructífera. Da frutos sobre espolones fructíferos y ramas de un año. La flor es medianamente grande, con pétalos blancos. Florece temprano, varios días antes que las ciruelas 'Ruth Gerstetter' y 'Čačanska Lepotica'. La variedad se considera autofértil y sirve como buen donante de polen. La flor tiene un tiempo de floración que comienza a partir del 14 de abril con el 10% de floración, para el 17 de abril tiene una floración completa (80%), y para el 30 de mayo tiene un 90% de caída de pétalos.
'Valerija' tiene una talla de tamaño de grande a muy grande de forma redondeado, con un peso promedio de 46 a 59 gr; epidermis tiene una piel moderadamente gruesa, firme, de color azul intenso recubierta de una intensa capa plateada de pruina, espesa; pedúnculo de longitud medio, grosor medio, leñoso, con escudete muy marcado, muy pubescente, con la cavidad del pedúnculo estrecha, poco profunda, rebajada en la sutura y más levemente en el lado opuesto; pulpa de color verdoso, textura firme, jugo medio alto, y sabor subácido, agradable y refrescante, contiene 12,5% de sólidos solubles, 8,3% de azúcares totales y 0,97% de ácidos totales.
Hueso con buenas propiedades de deshuesado, grande, alargado, asimétrico, con el surco dorsal muy ancho y profundo, los laterales más superficiales, zona ventral poco sobresaliente, superficie rugosa.
Su tiempo de maduración varía según la región y las condiciones climáticas, y corresponde aproximadamente a finales de julio y principios de agosto, varios días antes que la 'Čačanska Lepotica'. Los frutos se vuelven azules hasta 14 días antes de estar completamente maduros, con un alto rendimiento, y un fácil transporte.

## Usos
Se usa comúnmente como postre fresco de mesa, buena ciruela para producir ciruelas pasas de gran calidad, un 65 % más grandes que la 'Požegača'. Con una cantidad de 3,3 kg de ciruelas frescas se obtiene 1 kg de ciruelas pasas.

## Cultivo
Variedad cultivada principalmente en Serbia y Alemania.

## Características y precauciones
Tolerante al virus Plum pox (Sharka), no deja síntomas en las frutas.